# Johann Wilhelm Mannagetta
Johann Wilhelm Mannagetta (* 1. Mai, nach anderen Quellen 15. Mai 1588 in Wilhelmsburg in Niederösterreich; † 31. Mai 1666 in Wien) war kaiserlicher Leibarzt, Universitätsprofessor, Historiker und Mathematiker sowie Rektor der Universität Wien.

## Leben

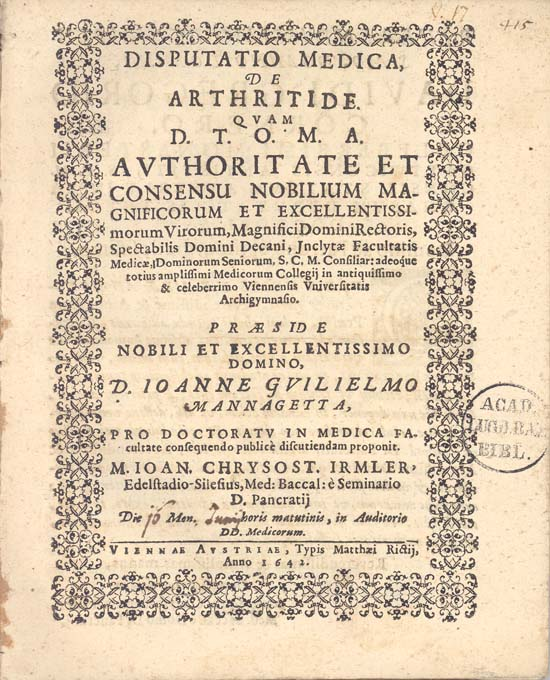
Mannagetta (praeses),
Disputatio Universität Wien 1642

Johann Wilhelm (Ritter) von Mannagetta (später Mannagetta von Lerchenau) stammte aus einem alten italienischen Patriziergeschlecht. Sein Großvater Valentino Mannagetta zog von Bologna nach Österreich unter der Enns. Johann Wilhelm promovierte in Wien zum Doktor der Medizin, er war dann oftmaliger Dekan der medizinischen Fakultät und Rektor der Universität. Das Amt des Rektors der Universität Wien bekleidete er insgesamt siebenmal (1633; 1641; 1648/49; 1652/53; 1653/54; 1660/61; 16661/62). Ebenso war er Protomedicus für die Provinz und Leibarzt dreier Monarchen (Ferdinand II., Ferdinand III. und Leopold I.).
Zur Belohnung erhielt er im Jahre 1630 ein Diplom als Comes palatinus et sacri palatii (Pfalz- und Hofgraf) und später am 4. Jänner 1637 den Reichsritterstand mit „von Lerchenau“ (und mit Ausdehnung auf seine drei Brüder: Matthäus, Carl und Franz). Bis zum Jahr 1637 fungierte Mannagetta mit Johann Wilhelm Rechberger von Rechberg zudem als Hofmathematiker. 1662 erhielt Mannagetta von Leopold I. den Auftrag, das Fugger’sche österreichische Stammbuch zu ergänzen.
Er war in zweiter Ehe mit Anna Susanna Sophia Magdalena von Kielmansegg verheiratet, die Ehe blieb kinderlos. Er starb 1666 und sein Grab ist in der Stefanskirche in Wien.
Sein großes Vermögen spendete er (z. B. an die Kielmansegg´sche Stiftung) und errichtete eine eigene Stiftung, die bis heute besteht: die Johann Wilhelm Ritter von Mannagetta-Stiftung.

## Werke
Unter seinen medizinischen Werken bedeutend war die – noch bis in das 18. Jahrhundert in Ausübung gewesene – Pestordnung, und eine Abhandlung über den Kreislauf des Blutes. Die Corona duodecim Caesarum e domo austriaca  gilt als sein wichtigstes historisches Werk, doch der größte Teil seiner Arbeiten ruht als Manuskript in der kaiserlichen Hofbibliothek. Seine Pestordnung wurde im Jahr 1679 von Paul de Sorbait herausgegeben. Literarisch trat Mannagetta zudem als Autor zweier Bäderschriften über Deutsch-Altenburg und Mannersdorf hervor, in denen er sich mit der Wirkung von Bädern auseinandersetzte.